# أبو بكر أحمد سعيد
أبو بكر أحمد سعيد (1965 -) هو سياسي ليبي، وعضو مجلس النواب الليبيعن الدائرة العاشرة مدينة ترهونة.

## حياته ونشأته
صالح مواليد مدينة ترهونة سنة 1965 - ماجستير هندسة إدارة أعمال من جامعة كوفنتري البريطانية سنة 2005 - يمتلك خبرة عملية تقدر بـ 23 سنة في مجالات متعددة أهمها الهندسة وإدارة المشروعات وتخطيط التنمية.
1. بكالوريوس هندسة مدنية من جامعة طرابلس - ليبيا سنة 1989.
2. شهادة الأستاذية في إدارة المشاريع من كلية كامبريدج الدولية -المملكة المتحدة بالتعاون مع مؤسسة TUV الألمانية فبراير 2008.
3. شهادة إنهاء برنامج الإدارة الحكومية وقيادة التغيير - مدرسة لندن للاقتصاد والعلوم السياسية بالمملكة المتحدة في سنة 2009.

## مسيرته
1. ورشة عمل لتصميم برنامج تطوير قيادات القطاع العام الليبي، نظمتها منظمة الغرض المشترك تحت إشراف وزارة العمل «الحكومة الانتقالية» بالفترة من 23 – 25 يناير 2012 طرابلس – ليبيا.
2. ورشة عمل لتحديد أولويات احتياجات برنامج تدريب قيادات القطاع العام، نظمتها منظمة الغرض المشترك تحت إشراف دائرة بناء القدرات المكتب التنفيذي بالفترة من 20 – 21 نوفمبر 2011 طرابلس – ليبيا.
3. دورة في مجال مقدمة في قيادة فرق العمل نظمها مركز تنمية الموارد البشرية والمعايير المهنية بطرابلس ليبيا فبراير 2009.
4. دورة في مجال التدقيق الداخلي لنظم الجودة ISO9001:2000 نظمها SGS لخدمات التفتيش المحدودة طرابلس ليبيا، يناير 2009.
5. دورة في مجال تحليل وتصميم نمذجة العمليات التجارية نظمتها مؤسسة TUV بطرابلس ليبيا يونيو 2007.
6. دورة في مجال القيادة والاتصالات والإدارة نظمها مؤسسة TUV بطرابلس ليبيا يوليو 2007.
7. دورة في إدارة المشاريع الفعالة نظمتها مؤسسة TUV الألمانية بطرابلس ليبيا مايو 2007.
8. دورة في مجال مراقبة وتخطيط المشاريع نظمها مركز بيت المعرفة طرابلس ليبيا ديسمبر 2007.
9. دورة في اتجاه القيادة الحديثة نظمها المركز الليبي للتدريب بطرابلس ليبيا مايو 2007.
10. دورة في مجال متقدمة في مجال تشغيل شبكات السكة الحديدية نظمها هيئة سكة حديد كوريا الجنوبية في جمهورية كوريا الجنوبية «سيول» بسنة 1999.
11. دورات مختلفة في تقنيات استخدام الحاسوب.
12. شهادة ICDL المتقدمة.

## مناصب
1. وزارة التخطيط الحكومة الانتقالية بوظيفة مدير عام الشؤون الفنية وجدوى المشروعات.
2. عضو لجنة الإدارة ل مركز البحوث الصناعية - طرابلس.
3. نوفمبر 2009 - نوفمبر 2011 جهاز تنفيذ وإدارة مشروع الطرق الحديدية - بوظيفة مدير إدارة الهندسة.
4. مارس 2006 - نوفمبر 2009 جهاز تنفيذ وإدارة مشروع الطرق الحديدية - مدير مكتب التدريب والتطوير.
5. فبراير 2004 - مارس 2006 دراسة عليا «ماجستير» في بريطانيا في مجال هندسة إدارة الإعمال.
6. مايو 2001 - فبراير 2004 مشروع الطرق الحديدية - بوظيفة مدير عام الهندسة.
7. يونيو 1997 - مايو 2001 جهاز السكة الحديدية - مهندس بإدارة الدراسات والتصميم.
8. مايو 1993 - يونيو 1997 شركة سهل الجفارة - بوظيفة مدير العمليات.
9. أكتوبر 1989 – مايو 1993 شركة سهل الجفارة - مهندس بقسم الدراسات والتصميم.

## وصلات خارجية
- قائمة بأسماء أعضاء مجلس النواب حسب الإعلان الصادر عن المفوضية الوطنية العليا للانتخابات.- وكالة الأنباء الليبية
- قائمة الفائزين في الانتخابات النيابية بحسب النتائج الأولية - موقع أجواء